# زاالفلدر هوهه
زاالفلدر هوهه (به آلمانی: Saalfelder Höhe) یک شهر در آلمان است که در زارفلد-رودلشتات واقع شده‌است. زاالفلدر هوهه ۳٬۴۲۳ نفر جمعیت دارد.